# Boudjemâa Agraw
 (avril 2016).
Boudjemâa Agraw de son vrai nom: Boudjemâa Ouddane  (en kabyle: Agraw Buǧemɛa, en tifinagh: ⴰⴳⵔⴰⵡ ⴱⵓⴵⴻⵎⵄⴰ), né le 27 décembre 1952 au village Semaoune, commune de Chemini, près de Béjaïa, est un chanteur algérien d'expression kabyle.

## Biographie
Il commence sa carrière (sous le nom de Semâouni Boudjemâa) comme chanteur amateur à la radio berbérophone Chaîne 2 de la radio algérienne, avant de se rendre à Paris.
Au début des années 1980, il s'installe à Paris et y sort son premier album en collaboration avec Takfarinas en 1982, comportant les titres Leswar zzin (chanson phare) et beaucoup d'autres, dont Mm-umendil yeḍwan (une reprise d'une chanson folklorique d'Aït Waghlis), sous le nom du groupe Agraw. Évoquant la création de ce dernier, Boudjemâa raconte : « A l’époque, je travaillais aux éditions Azwaw d'Idir. Takfarinas est venu à cette maison d’édition avec son mandole dans le but d’enregistrer. Mais aux éditions Azwaw, le programme était trop chargé et on lui a demandé de revenir dans six mois pour enregistrer. J’ai lu sur son visage une grande déception. Alors, je lui ai proposé d’aller aux éditions Triomphe musique. Et là, Arezki Baroudi lui dit qu’il allait enregistrer dans une semaine. Lors d’un gala à l’Olympia avec Idir, Malika Domrane, Brahim Izri, en 1980, nous avons interprété, Takfarinas et moi, deux chansons ensemble. Et c’est à partir de la réussite de ce passage qu’on nous suggéra de chanter ensemble dans un groupe. C’est ainsi que le groupe Agraw est né ». 
En s'appropriant le nom du groupe, en 1984, vient le premier album solo de Boudjemâa, toujours sous le label d'Agraw. En 1985, à la suite du départ de Takfarinas, le groupe Agraw sort un autre album avec un nouveau membre, Karim Tizouiar (ou Karim T), un jeune chanteur de la région de Cap Sigli (Béjaïa). Cet album compte des titres comme Lexmis d lǧemεa et Iεac ur yeksib.
En 1986, Karim T est parti en carrière solo lui aussi, ce qui n'empêche pas Boudjemâa de sortir un album. Ce dernier comporte comme titre phare Uliw Yedduqus qui veut dire « mon cœur bat la chamade », un titre repris par plusieurs artistes dont Karim T. 
En 1987 arrive le dernier album produit en France en collaboration avec Arezki Baroudi, Jean-François Picot et Céline Chollet, un grand tournant dans le style du chanteur Boudjemâa, des chansons majoritairement composées avec des percussions électroniques avec un style alliant cette fois-ci romance et mélancolie, comme Ma ulacikem et Ayen nnan.